# Teddy Daw
Edwin Charles «Teddy» Daw (Doncaster, Inglaterra, Reino Unido; 23 de enero de 1875-Leicester, Inglaterra, Reino Unido; 1944) fue un futbolista británico que se desempeñaba en la posición de arquero. Daw hizo su debut profesional el 1 de octubre de 1900 y se retiró del fútbol el 6 de abril de 1910, poco después comenzó a trabajar para una manufactura de máquinas de escribir en Leicester, Inglaterra, Reino Unido. Daw falleció en esa ciudad en 1944.